# Eurithia intermedia
Eurithia intermedia är en tvåvingeart som först beskrevs av Zetterstedt 1844.  Eurithia intermedia ingår i släktet Eurithia och familjen parasitflugor. Arten är reproducerande i Sverige. Inga underarter finns listade i Catalogue of Life.